# Święty Franciszek w ekstazie (obraz El Greca z 1603)
Święty Franciszek w ekstazie – obraz autorstwa hiszpańskiego malarza pochodzenia greckiego Dominikosa Theotokopulosa, znanego jako El Greco.

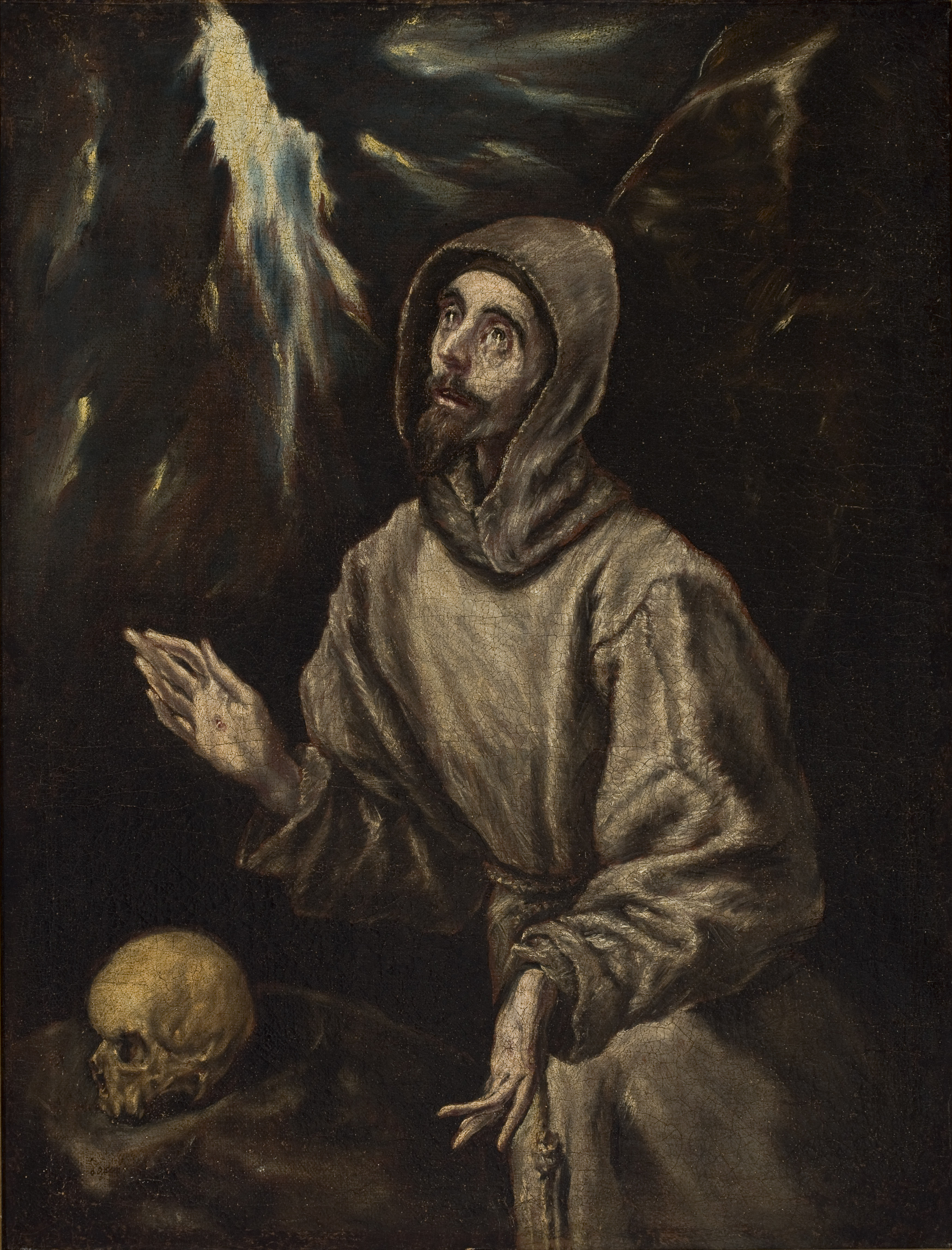
Święty Franciszek w ekstazie
(1597–1603)
72 × 55 cm
Museu de Arte de São Paulo

El Greco wielokrotnie malował św. Franciszka. Przedstawiał go w różnych pozach ekstazy, niemal zawsze z nieodłącznym artefaktem: trupią czaszką lub krucyfiksem. Po raz pierwszy po temat sięgnął jeszcze podczas swojego pobytu w Rzymie, tuż przed wyjazdem do Hiszpanii; przez całe życie z jego warsztatów wyszło ponad sto różnych wersji przedstawiających Franciszka z czego dwadzieścia pięć zostały wykonane ręką mistrza. Według Harolda Wetheya samej wersji Franciszka w modlitwie z Bilbao jest siedemnaście. Ze wszystkich wizerunków Franciszka emanuje duchowość i ascetyzm świętego.

## Opis obrazu
Kolejne wersje Franciszka zostały stworzone w mniejszych rozmiarach prawdopodobnie dla prywatnych odbiorców. Kompozycja obrazu jest bardzo podobna do innych: Franciszek ubrany jest w zniszczony habit franciszkański, z kapturem na głowie; przed nim, na skalnej półce, leży ludzka czaszka. Święty przedstawiony na ciemnym tle, ma skierowany wzrok ku jasnemu światłu padającego z nieba. Blask rozświetla jego twarz, eksponując mocno wystającą kość policzkową i zaszklone oczy. Dłonie Franciszka rozłożone są w geście przyzwolenia i ukazują jednocześnie stygmaty. Gest Franciszka i pełna wiary twarz świadczy o jego pełnym ofiarowaniu się Chrystusowi; jego pragnieniem jest, mimo iż mieszkał z dala od bliźnich, przebywanie tylko w towarzystwie Pana.
Powstało bardzo wiele replik tego typu ujęcia Franciszka. Gudiol i Wethey wymieniają trzy, a w Museu de Arte de São Paulo znajduje się czwarta wersja o pewnej atrybucji El Greca. W muzeum Prado znajduje się wierna kopia obrazu wykonana w 1683 roku przez hiszpańskiego malarza Blaza Muñoza.

## Pozostałe wersje
- Święty Franciszek w ekstazie – ok. (1597–1603), 60 × 48 cm, kol. Dr. Miquela, Barcelona
- Święty Franciszek w ekstazie – ok. (1597–1603), 110 × 87 cm, kol. Conde de Guendulain y del Vado, Toledo[1]